# Rhinoclavis
Rhinoclavis is een geslacht van slakken uit de familie van de Cerithiidae. De wetenschappelijke naam van het geslacht is voor het eerst geldig gepubliceerd in 1840 door Swainson.

## Soorten
De volgende soorten zijn bij het geslacht ingedeeld:
- Rhinoclavis alexandri (Tomlin, 1923)
- Rhinoclavis articulata (A. Adams & Reeve, 1850)
- Rhinoclavis aspera (Linnaeus, 1758)
- Rhinoclavis bituberculata (G. B. Sowerby II, 1866)
- Rhinoclavis brettinghami Cernohorsky, 1974
- Rhinoclavis diadema Houbrick, 1978
- Rhinoclavis fasciata (Bruguière, 1792)
- Rhinoclavis kochi (Philippi, 1848)
- Rhinoclavis longicaudata (A. Adams & Reeve, 1850)
- Rhinoclavis sinensis (Gmelin, 1791)
- Rhinoclavis sordidula (Gould, 1849)
- Rhinoclavis taniae Cecalupo, 2008[1]
- Rhinoclavis vertagus (Linnaeus, 1767)

### Synoniemen
- Rhinoclavis pulchra (A. Adams in G. B. Sowerby II, 1855) => Rhinoclavis brettinghami Cernohorsky, 1974